# Petrus Aureoli

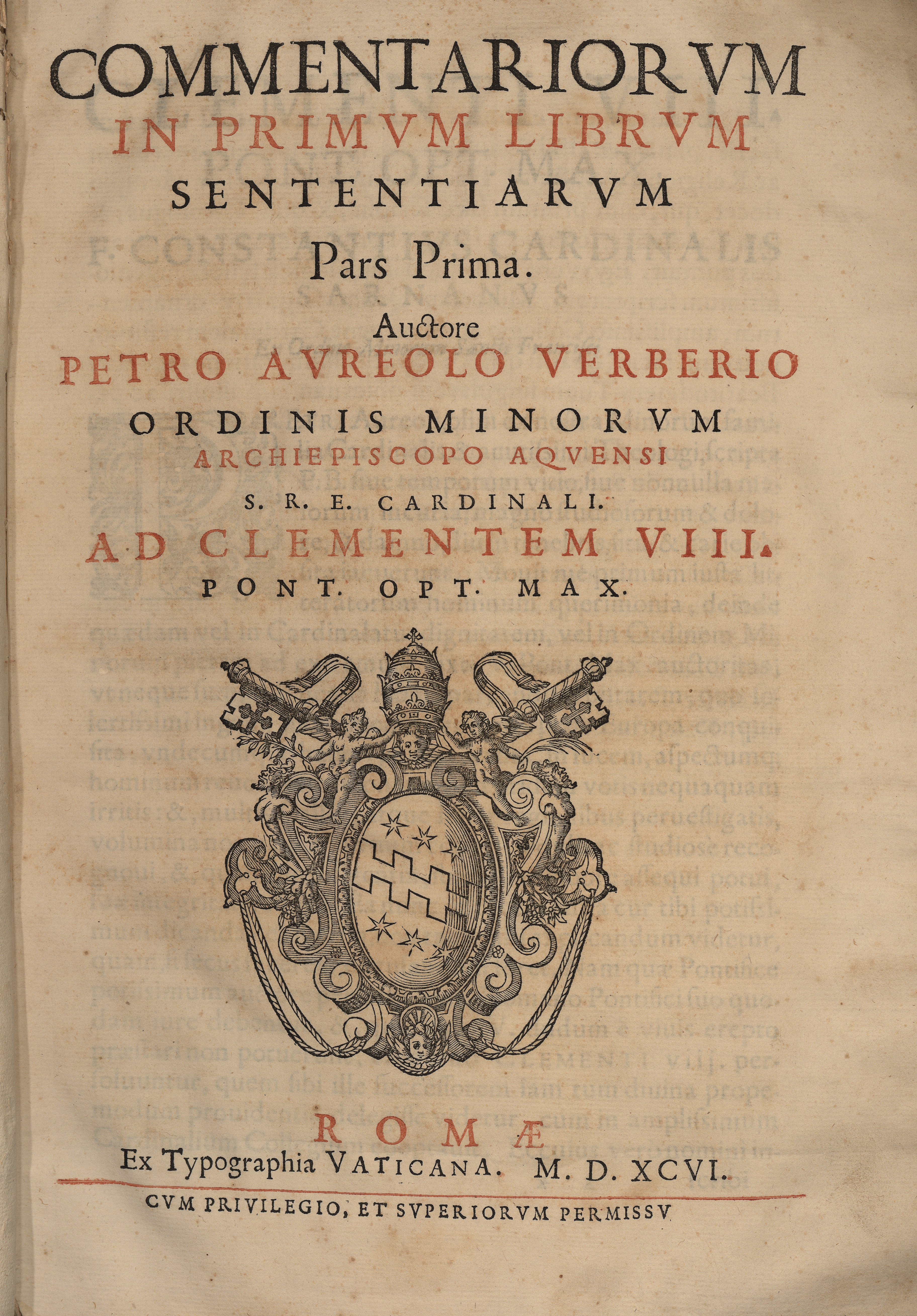
Commentarii in libros sententiarum

Petrus Aureoli (* um 1280 in Aquitanien; † wohl 10. Januar 1322 in Avignon oder Aix-en-Provence), auch doctor facundus (lateinisch der redegewandte Doktor) genannt, war ein dem Franziskanerorden angehörender Theologe und Philosoph.
Petrus Aureoli trat vermutlich vor 1300 in den Orden der Franziskaner ein. In Toulouse studierte er und befreundete sich vermutlich mit dem dortigen Juristen und späteren Papst Johannes XXII., Jacques Duèse. Zuerst lehrte er in Bologna am Generalstudium der Franziskaner, 1314 in Toulouse, 1316–18 in Paris, wo er die Sentenzensammlung des Petrus Lombardus kommentierte, zum Magister promovierte und bis 1320 exegetische Vorlesungen hielt und sich zu aktuellen Streitfragen (Quodlibeta) äußerte. Ende 1320 wurde er Provinzial seines Ordens für Aquitanien, 1321 Erzbischof von Aix, ein Jahr später verstarb er.
Sein Hauptwerk ist sein 1316 vollendeter Sentenzenkommentar. Dieser ist überliefert in einer autorisierten Fassung (Ordinatio) und als Nachschrift (Reportatio) in der Vatikanischen Bibliothek (Ms. Biblioteca Apostolica Vaticana, Borgh. 123, fols. 1r–198v). Außerdem sind 16 Quodlibeta, u. a. eine Frühschrift De principiis, 2 Traktate über die Jungfräuliche Empfängnis und ein Breviarium bibliorum erhalten.
Petrus Aureoli vertritt einen Konzeptualismus, ähnlich der späteren Position Ockhams. Seine Theologie ist zwar nahe an derjenigen Duns Scotus, aber nicht in allen Punkten und nimmt sich insofern von der Doktrin der sonstigen Franziskaner aus, u. a. in der Rechtfertigungslehre.

## Werke
- Opera selecta. Niederlande, 15. Jh., 4. Viertel (Digitalisat)
- Commentariorum in primum librum Sententiarum Pars Prima. Rom 1596
- Scriptum super primum Sententiarium [Prolog bis Distinktion I]. Hrsg. von E.M. Buytaert, 2 Bde., St. Bonaventure 1952–56 (teilweise online verfügbar)